# Twenterand
Twenterand es un municipio de la provincia de Overijssel, en los Países Bajos, entre las regiones de Twente y Salland. Cuenta con una superficie de 108,14 km ², de los que 1,82 km ² corresponden a la superficie ocupada por el agua. El 1 de enero de 2014 el municipio tenía una población de 33.929 habitantes, lo que supone una densidad de 319 h/km². 
El municipio se formó en enero de 2001 por la fusión de dos antiguos municipios: Den Ham y Vriezenveen. Adoptó su nombre actual en julio de 2002. Está formado por once núcleos de población oficiales, de tamaño muy desigual y algunos formados por caseríos dispersos. El mayor es Vriezenveen, con algo menos de catorce mil habitantes, donde se localiza el ayuntamiento. Dentro del término municipal se encuentra De Engbertsdijksvenen, reserva natural y vestigio de los grandes pantanos que cubrieron los Países Bajos, donde se encuentra una de las escasas turberas aún activas.
Se comunica por la autopista N36 y por el tren de cercanías de Almelo a Mariënberg, con cuatro estaciones dentro del municipio en Vriezenveen, Daarlerveen, Vroomshoop y Geerdijk.

## Galería de imágenes

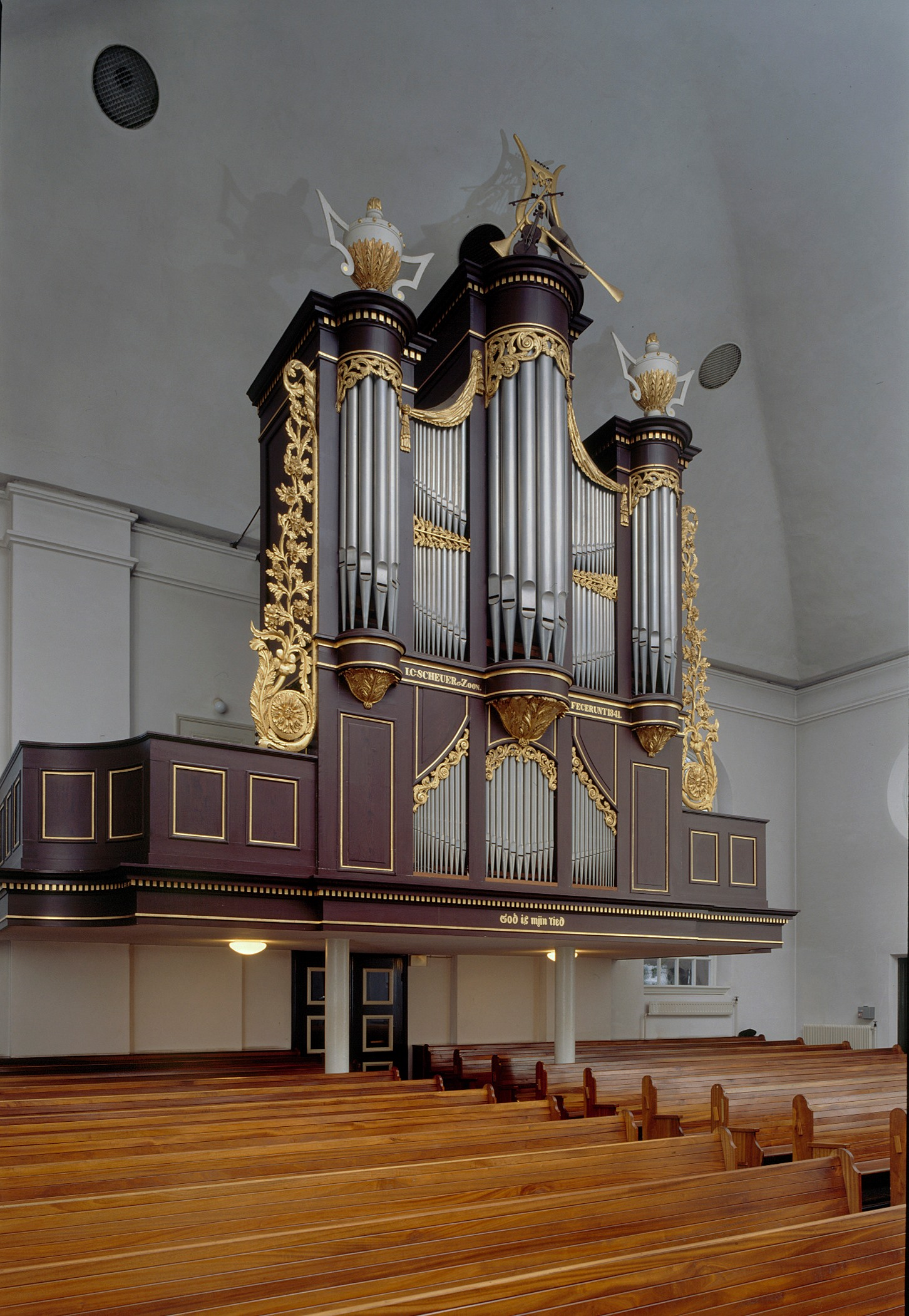
Órgano de la iglesia reformada de Den Ham
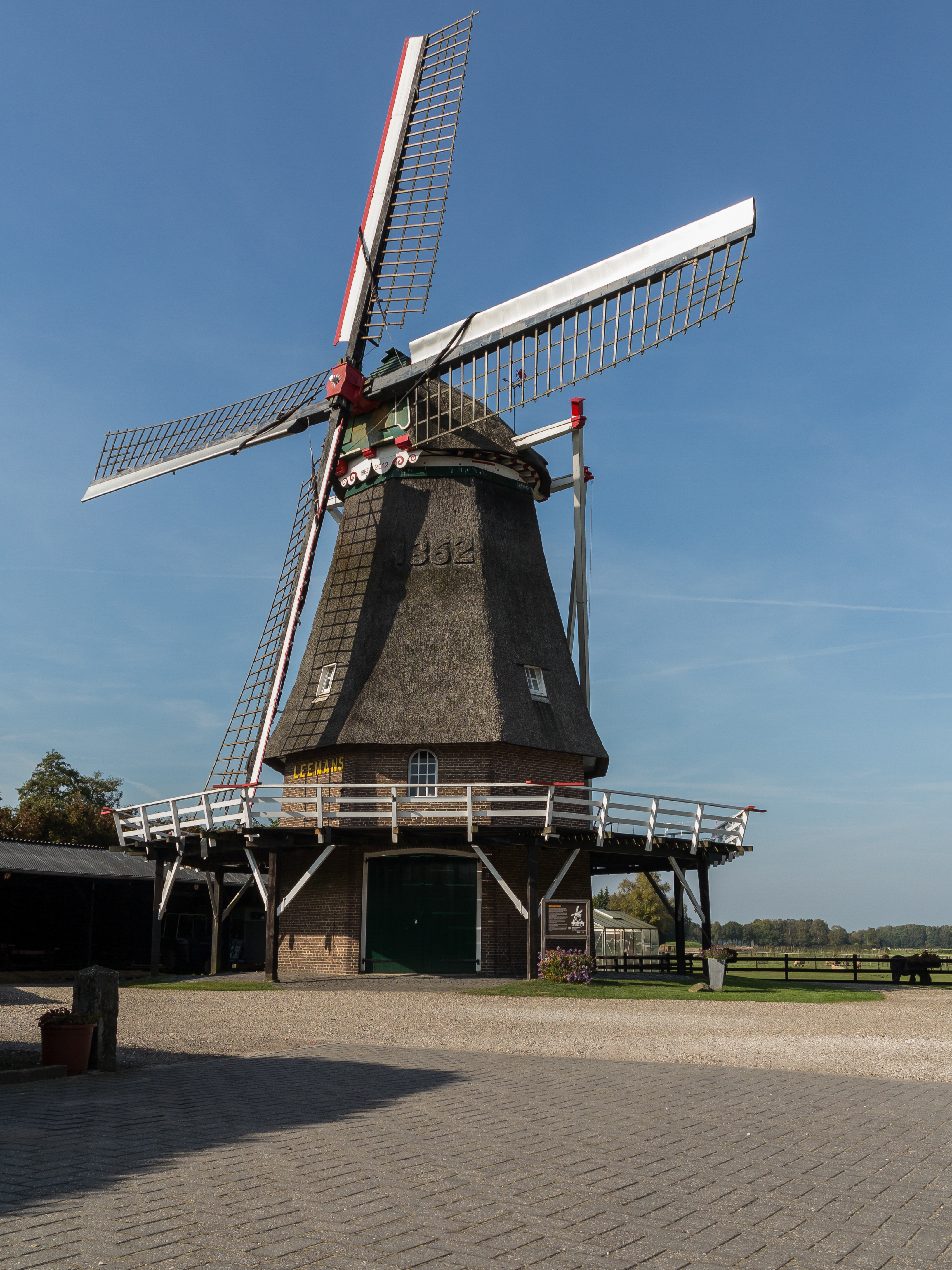
Vriezenveen, el molino Leemansmolen
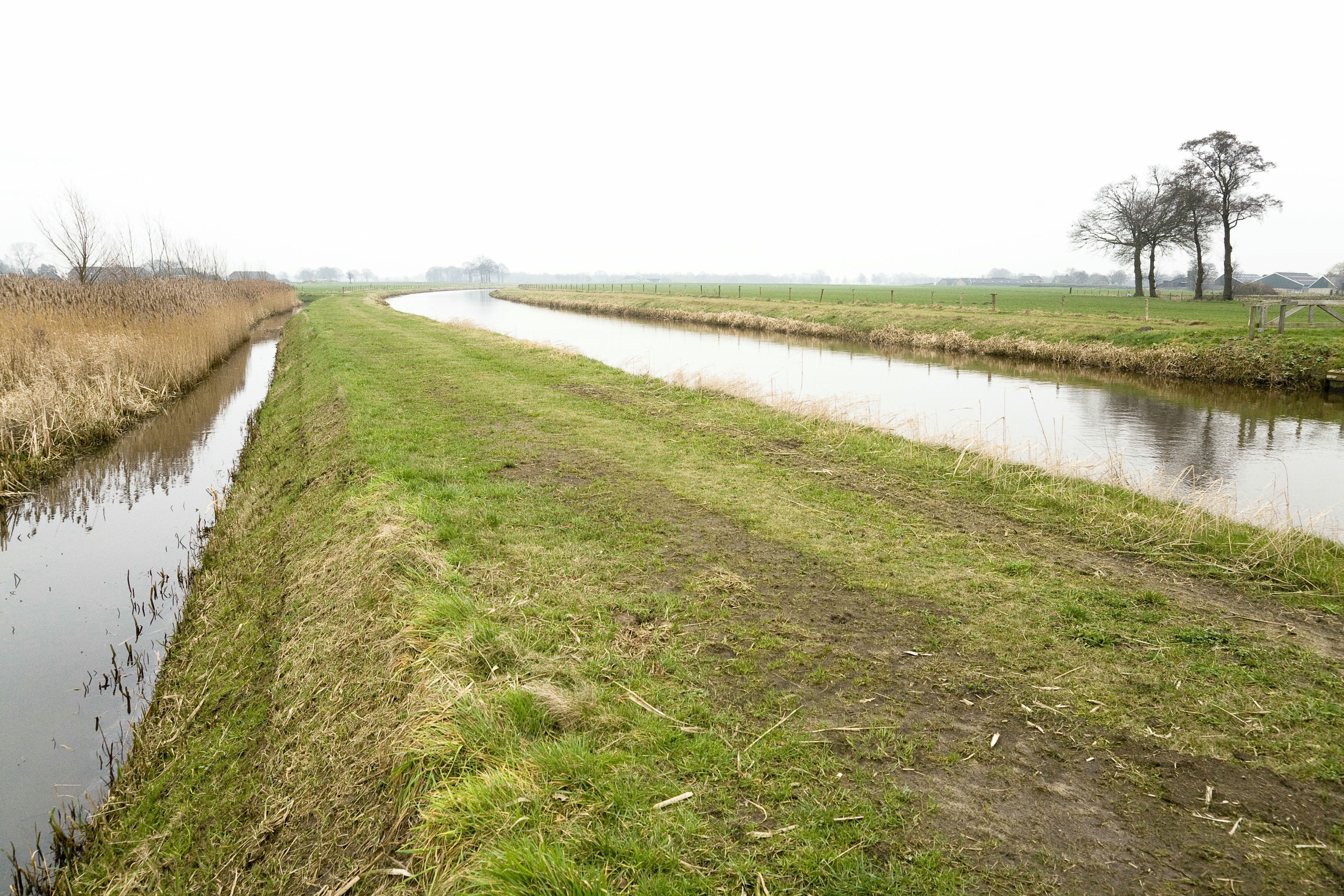
El Linderbeek al sur de Den Ham
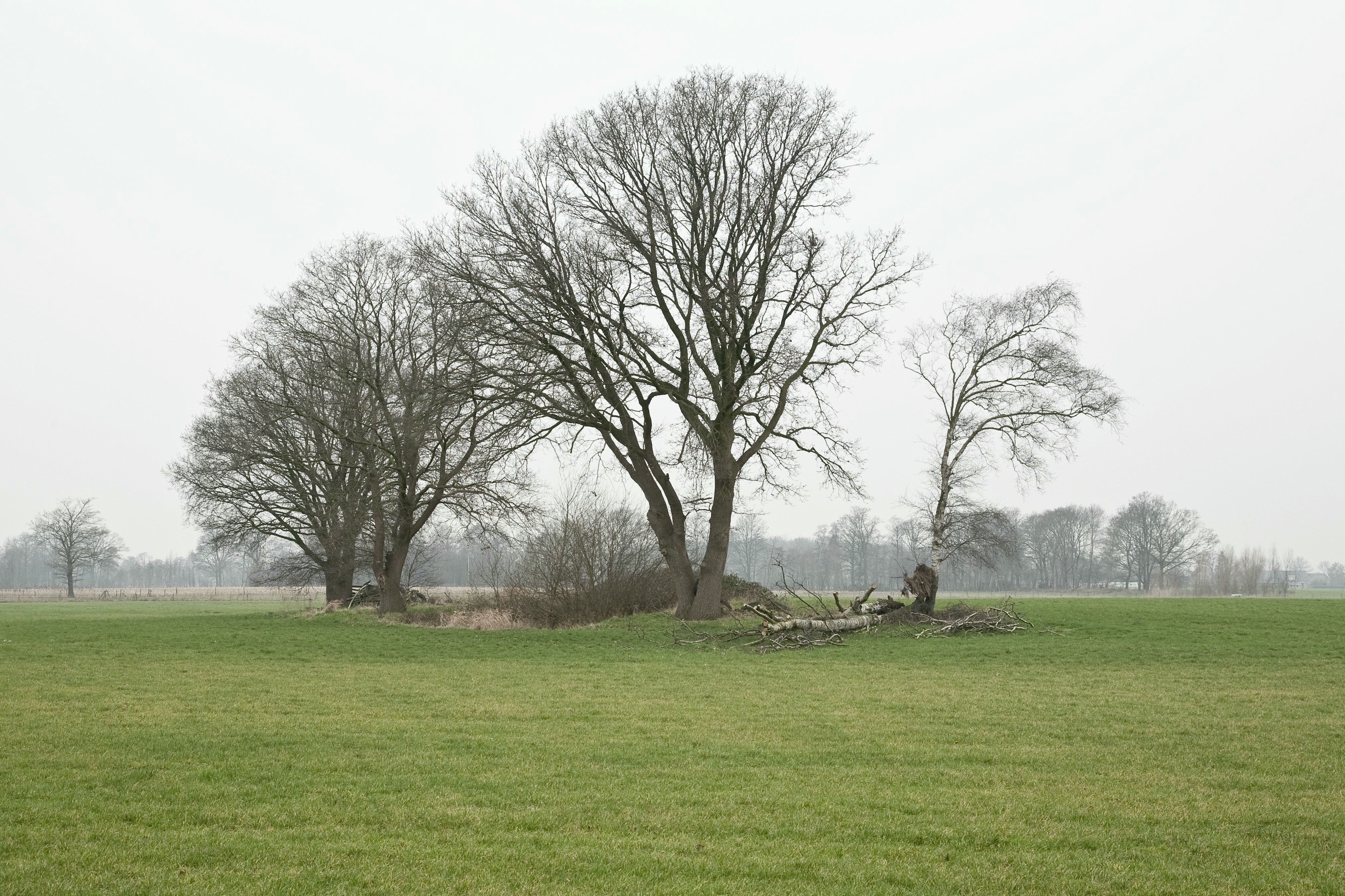
Linderbeek